# N'guigmi
N'guigmi é um arrondissement  do departamento de Diffa, no Níger.

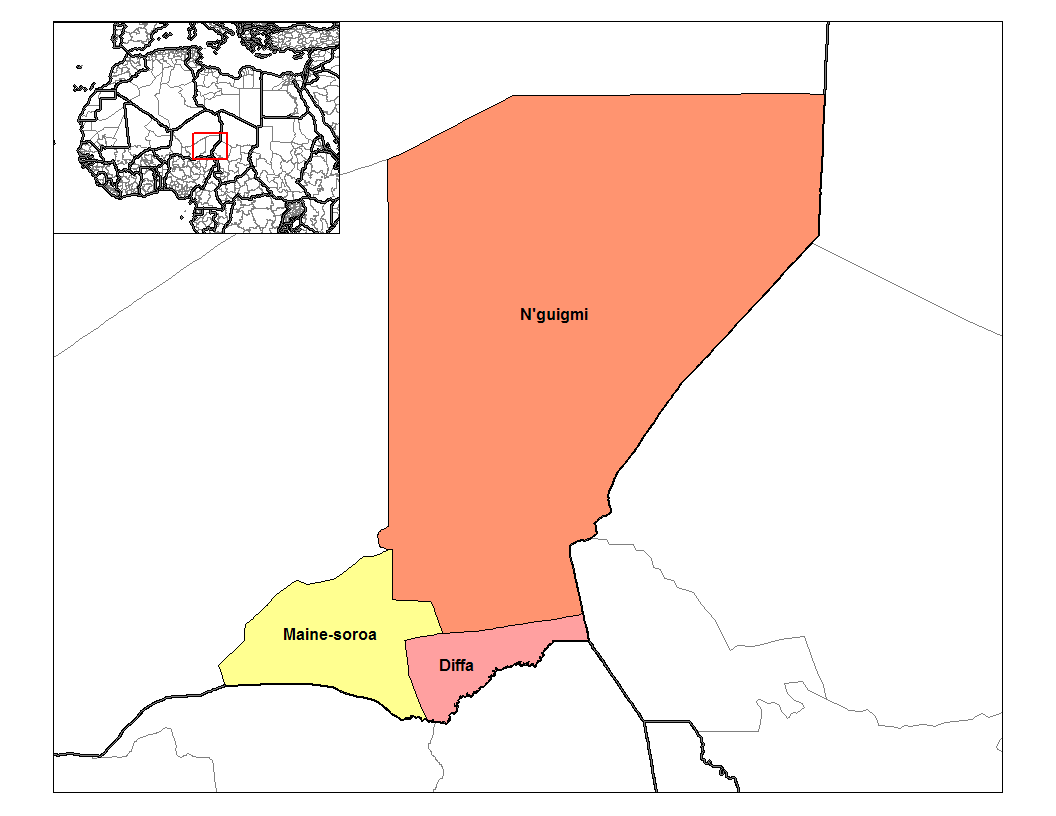
N'guigmi(em laranja)